# Kevin Boitelle
Kevin Boitelle (Venlo, 1986) is een Nederlands regisseur en scenarioschrijver. Hij is bekend van zijn werk aan films, series, videoclips en reclames. Boitelle was medeoprichter van het productiebedrijf Opslaan Als en werkte mee aan de serie Mocro Maffia. Tevens schreef en regisseerde hij de online serie Lit & Woke en de speelfilm Trip-Tych.

## Biografie
Boitelle werd geboren in Venlo en groeide op in Velden. Hij studeerde film aan de Kunstacademie Maastricht en verhuisde op twintigjarige leeftijd naar Amsterdam.

## Carrière

### Beginjaren
Samen met Sander van Driel richtte Boitelle rond 2007 het Amsterdamse productiebedrijf Opslaan Als op, dat onder meer videoclips maakte voor artiesten als Mr. Probz, The Opposites, Jiggy Djé en Dio. Binnen het bedrijf ontstond tevens ruimte voor fictieprojecten. In 2013 regisseerde Boitelle de korte film Paardenkracht, een tragikomedie over een ongemakkelijke Marktplaats-transactie. De film ging in première in Bitterzoet en werd gelijktijdig online uitgebracht via Cineville. De hoofdrollen waren voor Tim Haars en Chiron Holwijn. In 2015 volgde de korte film Crooked 180, gemaakt voor de serie Kort! van de NTR. Na tien jaar werd Opslaan Als opgeheven; het afscheid werd gemarkeerd met de mockumentary It's a Wrap.

### Series
Van 2020 tot 2024 was Boitelle betrokken bij de misdaadserie Mocro Maffia als scenarioschrijver. Hij werkte aan meerdere seizoenen en aan spin-offs, waaronder de miniserie Mocro Maffia: Komtgoed (2021) en de film Mocro Maffia: Meltem (2021).
In 2022 schreef en regisseerde Boitelle de online serie Lit & Woke, samen met producent Allen Grygierczyk. De reeks, een stonerkomedie over twee complotdenkende youtubers, werd onafhankelijk geproduceerd en gepubliceerd op YouTube. De hoofdrollen waren voor Serghiño Neslo en Abel van Gijlswijk, met bijrollen van onder anderen Akwasi, Sef, Glen Faria, Nasrdin Dchar en Tim Haars. De serie kwam tot stand vóór de coronapandemie, maar werd uitgebracht tijdens een periode van toenemende aandacht voor complottheorieën. Boitelle verklaarde dat de serie geen satire is op complotdenkers, maar eerder een speelse verkenning van het fenomeen.
In november 2024 werd bekend dat Boitelle werkt aan het scenario van Nordin, een zesdelige dramaserie die in 2025 op Prime Video verschijnt.

### Speelfilm
Boitelle maakte zijn speelfilmdebuut met Trip-Tych, die in 2024 in première ging op het Nederlands Film Festival en begin 2025 verscheen op Prime Video. De film is een drieluik van surrealistische verhalen over de valkuilen van het filmmaken en bevat satirische elementen over onder meer het Filmfonds en het creatieve proces. Trip-Tych werd zonder subsidie gerealiseerd, in samenwerking met Grygierczyk en een klein team. De Volkskrant noemde de film "een vrolijke, geestige satire" en "erg goed gemaakte flauwekul". Tot de cast behoren Hannah Hoekstra, Roos Dickmann, Huub Smit en Abel van Gijlswijk.